# Community (TV-serie)
Community är en amerikansk TV-serie skapad av Dan Harmon. Serien hade premiär 2009 på NBC. Efter fem säsonger avslutade NBC serien år 2013 varpå Yahoo! Screen valde att överta serien och göra en sjätte säsong som sändes 2015.
Sju år efter att sista säsongen sänts meddelades det att Peacock skrivit kontrakt på en långfilm med Communitys skapare Dan Harmon. Inspelningarna av filmen skulle starta i juni 2023 men kom att skjutas på framtiden till följd av en strejk bland manusförfattare  i Hollywood. Enligt en av huvudrollsinnehavarna kommer inspelningarna istället att inledas under 2024.
I de större rollerna finns Joel McHale, Gillian Jacobs, Danny Pudi, Yvette Nicole Brown (medverkade i säsong 1–5), Alison Brie, Donald Glover (säsong 1–5), Chevy Chase (säsong 1–4), Ken Jeong och Jim Rash.

## Handling
Jeff Winger har uteslutits och stängts av från sin advokatbyrå efter att det upptäckts att han ljugit om att ha erhållit en kandidatexamen från Columbia University. Detta ger honom inget annat val än att börja på Greendale Community College för att få en giltig examen. Jeff blir snabbt attraherad av sin kurskamrat Britta Perry, som även är aktivist, och Jeff börjar låtsas som att han är ledare för en studiecirkel, då han vill tillbringa mer tid med henne.
Men sakerna går inte enligt planen när hon bjuder in Abed Nadir, en nörd med förkärlek för populärkultur, som tar med sig sina andra kurskamrater: Shirley Bennett, en mycket religiös ensamstående mamma, den naive överpresteraren Annie Edison, den tidigare high school-fotbollsstjärnan Troy Barnes, och den cyniske äldre miljonären Pierce Hawthorne. Trots deras olikheter blir gruppen till slut goda vänner.
Samtidigt som de väljer samma kurser termin efter termin. Gruppmedlemmarna beslutar ofta att hjälpa collegets glittriga dekanus, Craig Pelton, i dennes planer för att få skolan att se mer respektabel ut, samt med att ta itu med de upptåg som deras instabile lärare (och framtida kurskamrat) Ben Chang ställer till med.

## Rollista i urval

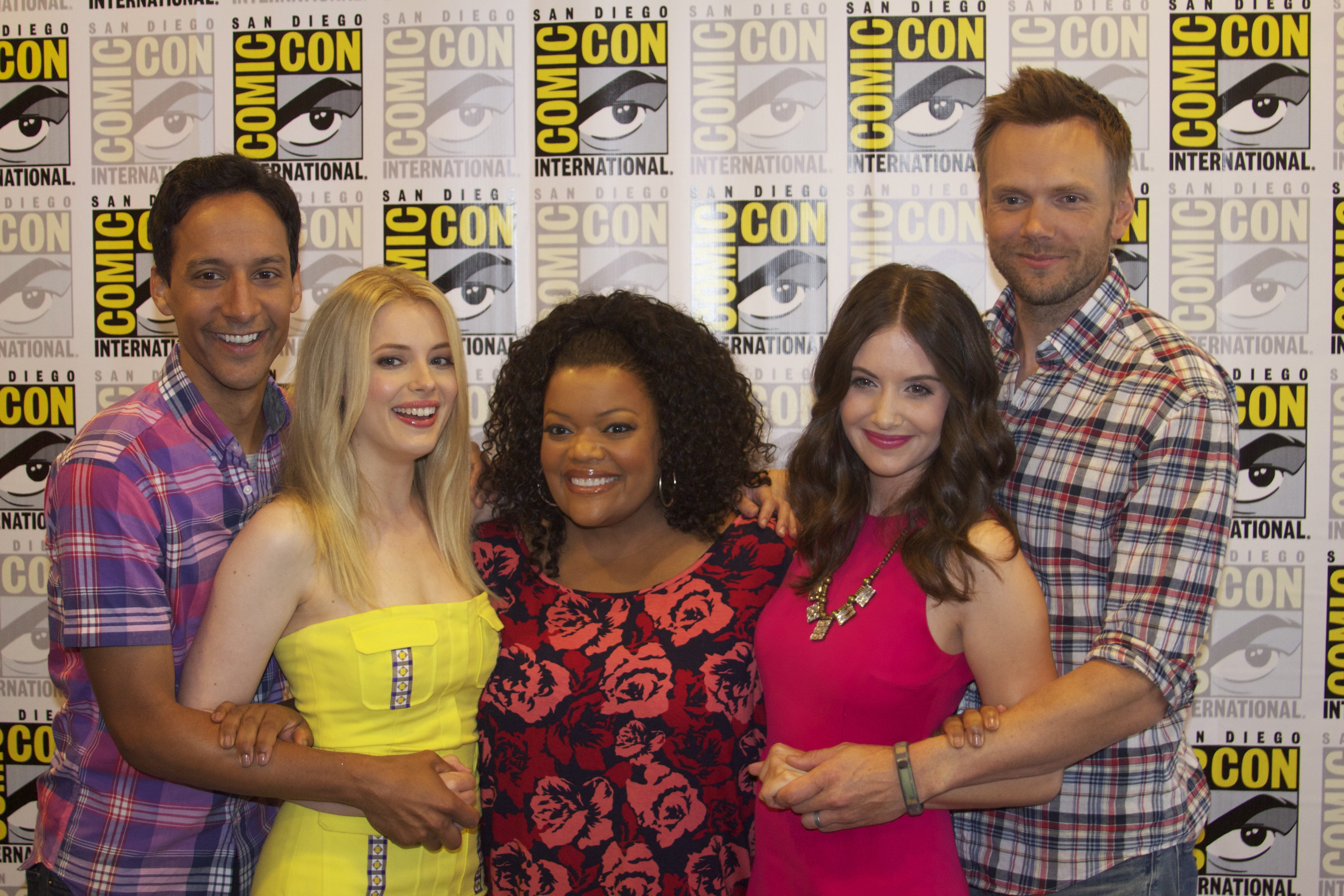
Fem av seriens huvudrollsinnehavare: Danny Pudi, Gillian Jacobs, Yvette Nicole Brown, Alison Brie och Joel McHale på San Diego Comic-Con International 2012.

### Huvudroller
| Joel McHale         | – Jeffrey "Jeff" Winger         |
| Gillian Jacobs      | – Britta Perry                  |
| Danny Pudi          | – Abed Nadir                    |
| Yvette Nicole Brown | – Shirley Bennett (säsong 1–5)  |
| Alison Brie         | – Annie Edison                  |
| Donald Glover       | – Troy Barnes (säsong 1–5)      |
| Chevy Chase         | – Pierce Hawthorne (säsong 1–4) |
| Ken Jeong           | – Ben Chang                     |
| Jim Rash            | – Dean Craig Pelton             |

### Återkommande karaktärer
| John Oliver          | – Ian Duncan                 |
| Lauren Stamile       | – Michelle Slater            |
| Jonathan Banks       | – Buzz Hickey                |
| Paget Brewster       | – Frankie Dart               |
| Dino Stamatopoulos   | – Alex "Star-Burns" Osbourne |
| Richard Erdman       | – Leonard Rodriguez/Briggs   |
| Eric Christian Olsen | – Vaughn Miller              |
| Charley Koontz       | – Fat Neil/Real Neil         |
| Luke Youngblood      | – Magnitude                  |
| Erik Charles Nielsen | – Garrett Lambert            |
| David Neher          | – Todd Jacobson              |
| Brie Larson          | – Rachel                     |
| Keith David          | – Elroy Patashnik            |
| John Goodman         | – Robert Laybourne           |